# Niederwaldkirchen
Niederwaldkirchen – gmina targowa w Austrii, w kraju związkowym Górna Austria, w powiecie Rohrbach. Liczy 1769 mieszkańców (1 stycznia 2015).